# Oxokomplexy kovů

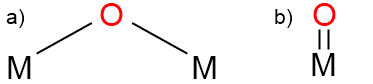
a) Dvojnásobně můstkový a b) koncový oxo ligand

Oxokomplexy kovů jsou komplexní sloučeniny obsahující oxo ligandy, O2−. Tyto ligandy mohou být navázané na jedno i na více kovových center, takže se mohou vyskytovat jako koncové (terminální) i jako můstkové ligandy. Oxo ligandy stabilizují vysoká oxidační čísla kovů.
Komplexy oxo ligandů jsou součástmi některých metaloproteinů, příklady mohou být molybdenové kofaktory a řada enzymů obsahujících železo. Jednou z prvních umělých sloučenin obsahujících oxo ligandy byl železan draselný (K2FeO4), pravděpodobně připravený Georgem Ernstem Stahlem v roce 1702.

## Reakce

### Olace a acidobazické reakce
Běžnou reakcí oxokomplexů je olace, kdy se v důsledku kondenzace přeměňují nízkomolekulární oxidy na polymery obsahující řetězce typu M-O-M. Olace obvykle začínají deprotonacemi hydroxokomplexů a jsou základem mineralizace a srážení oxidů kovů.

### Přesuny kyslíkových atomů
Oxokomplexy kovů jsou meziprodukty řady oxidací katalyzovaných kovy. Přenosy kyslíkových atomů jsou předměty výzkumu v organické chemii a biochemii. Některé tyto komplexy mohou přenášet oxo ligandy na organické substráty; příkladem mohou být enzymy patřící mezi molybdenoxotransferázy.
Při katalytických oxidacích vody jsou oxokomplexy kovů meziprodukty přeměn vody na O2.

### Odštěpení vodíkových atomů
Oxokomplexy mohou také štěpit silné vazby C–H, N–H a O–H. Cytochrom P450 obsahuje oxokomplex železa, který je schopný odštěpit vodíky z vazeb C–H.

## Molekulové oxidy

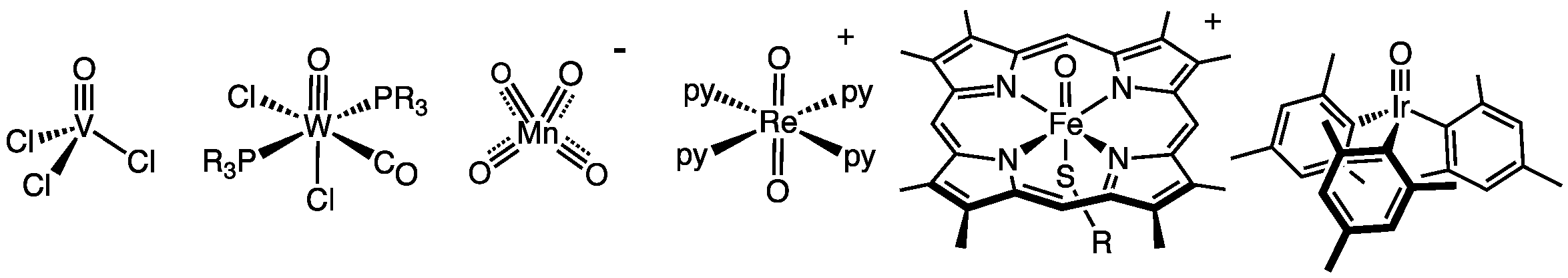
Příklady molekulových oxidů kovů, zleva: vanadylchlorid (d^{0}), oxokarbonyl wolframu (d^{2}), manganistanový anion (d^{0}), [ReO_{2}(pyridin)_{4}]^{+} (d^{2}), část struktury cytochromu P450 (d^{4}) Ir(O)(mesityl)_{3} (d^{4})

K nejdéle známým a nejvíce používaným oxosloučeninám patří oxosloučeniny kovů, jako jsou manganistan draselný (KMnO4) a oxid osmičelý (OsO4). Tyto látky se používají k oxidacím alkenů na vicinální dioly a alkoholů na ketony nebo karboxylové kyseliny. K selektivnějším a/nebo mírnějším oxidačním činidlům patří například chlorchroman pyridinia a dichroman pyridinia. Oxosloučeniny kovů mohou fungovat i jako katalyzátory, například asymetrických oxidací. Využívají se i k aktivacím vazeb C-H, sloužícím k převádění uhlovodíků na alkoholy.

### Metaloenzymy

#### Železičité oxosloučeniny

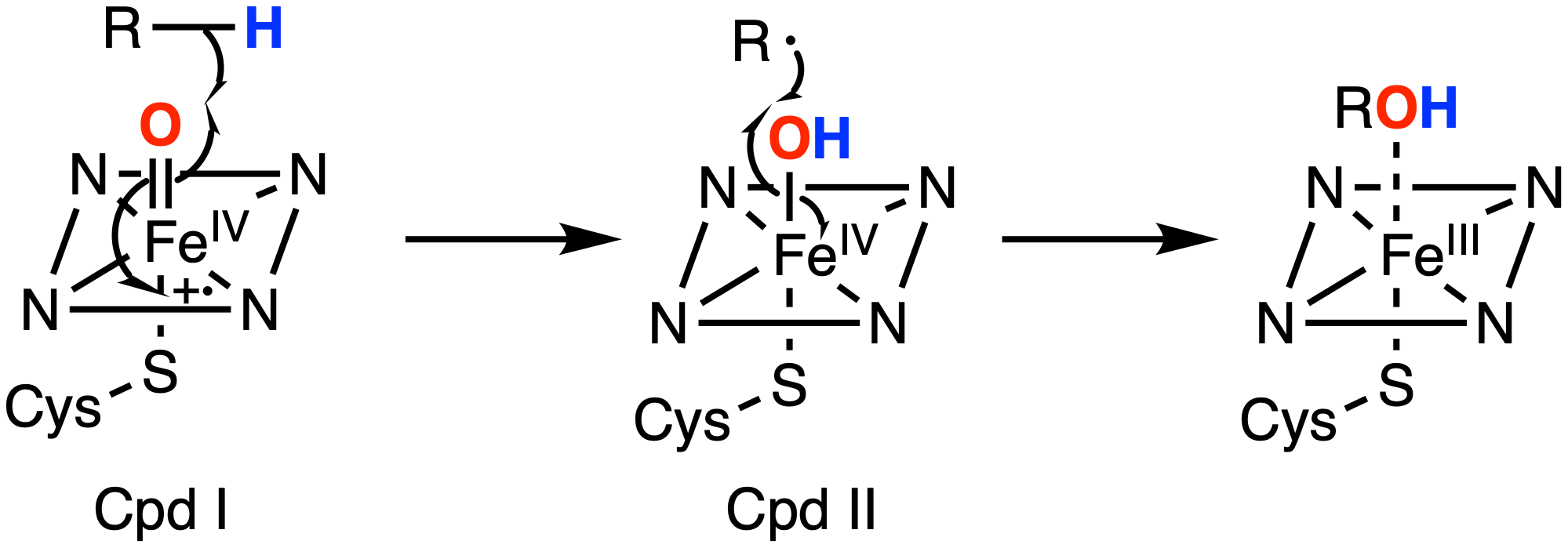
Nechanismus oxidace alifatických skupin na alkoholy cytochromem P450

Železičité oxosloučeniny jsou meziprodukty mnoha biologických oxidací:
- Alfa-ketoglutarát dependentní hydroxylázy aktivují O2 oxidační dekarboxylací alfa-ketoglutarátu za vzniku Fe4+=O centers, která hydroxylují uhlovodíkové substráty.[9]

- Enzymy cytocromu P&NBSP450 používají hemový kofaktor k navázání kyslíku na nasyené vazby C–H,[10] epoxidacím alkenů[11][12] a oxidacím aromatických skupin.[13]

- Methanmonooxygenáza oxiduje methan na methanol prostřednictvím přenosu atomu kyslíku z  želežičitého meziproduktu ve svém nehemovém diželezovém centru.[14]

Výzkum se zaměřuje na provádění takovýchto reakcí pomocí syntetických katalyzátorů.

#### Sloučeniny molybdenu a wolframu

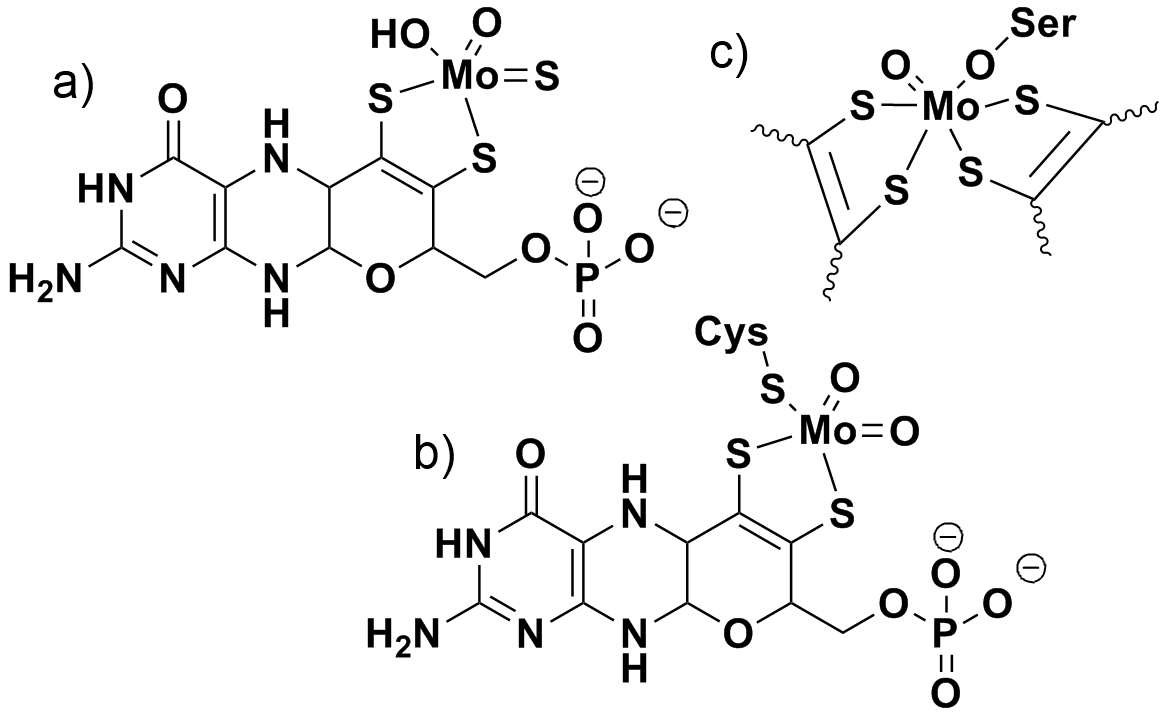
Tři druhy struktur molybdenových kofaktorů: a) xantinoxidáza, b) sulfitoxidáza, c) DMSO reduktáza. DMSO reduktáza má na molybden navázány dva molybdopterinové ligandy, ty na obrázku pro jednoduchost nejsou znázorněny. Zbytek heterocyklu je podobný jako u zbylých dvou kofaktorů.

Oxo (nebo obdobný sulfido ligand) je velmi rozšířený v chemii molybdenu a wolframu, objevuje se v rudách těchto prvků, v jejich syntetické chemii, a také se podílí na jejich biologických účincích. Za výchozí látky biosyntéz se považují oxometaláty MoO4−2 a WO4−2. Všechny Mo/W enzymy, s výjimkou nitrogenáz, mají na sebe navázanou jednu nebo více molybdopterinových prostetických skupin. Mo/W centra mění svá oxidační čísla z VI na IV a zpět. Přestože jsou mezi těmito enzymy určité rozdíly, tak všechny zprostředkovávají přenosy atomů kyslíku mezi Mo/W centry a substrátem.
Příklady reakcí jsou:
- Sulfitoxidázy: SO3−2 + H2O → SO4−2 + 2 H+ + 2 e−
- DMSO reduktázy: H3CS(O)CH3 (DMSO) + 2 H+ + 2 e− → H3CSCH3 (DMS) + H2O
- aldehydferredoxinoxidoreduktázy: RCHO + H2O → RCO2H + 2 H+ + 2 e−

Biologický význam wolframu je podobný jako u molybdenu.

#### Triáda titanu
Koncové oxo ligandy jsou vzácné i u prvků triády titanu, obzvláště u zirkonia a hafnia, a nebyly vytvořeny u kovů 3. skupiny (skandia, yttria a lanthanu).

#### Komplexy uvolňující kyslík
Aktivním místem komplexů uvolňujících kyslík ve fotosystému II je Mn4O5Ca centrum s několika můstkovými oxo ligandy, podílejícími se na oxidaci vody na molekulární kyslík.
Tyto komplexy využívají jako meziprodukty oxidace vody koncové oxo ligandy. Vytvářejí téměř všechen molekulový kyslík v zemské atmosféře.

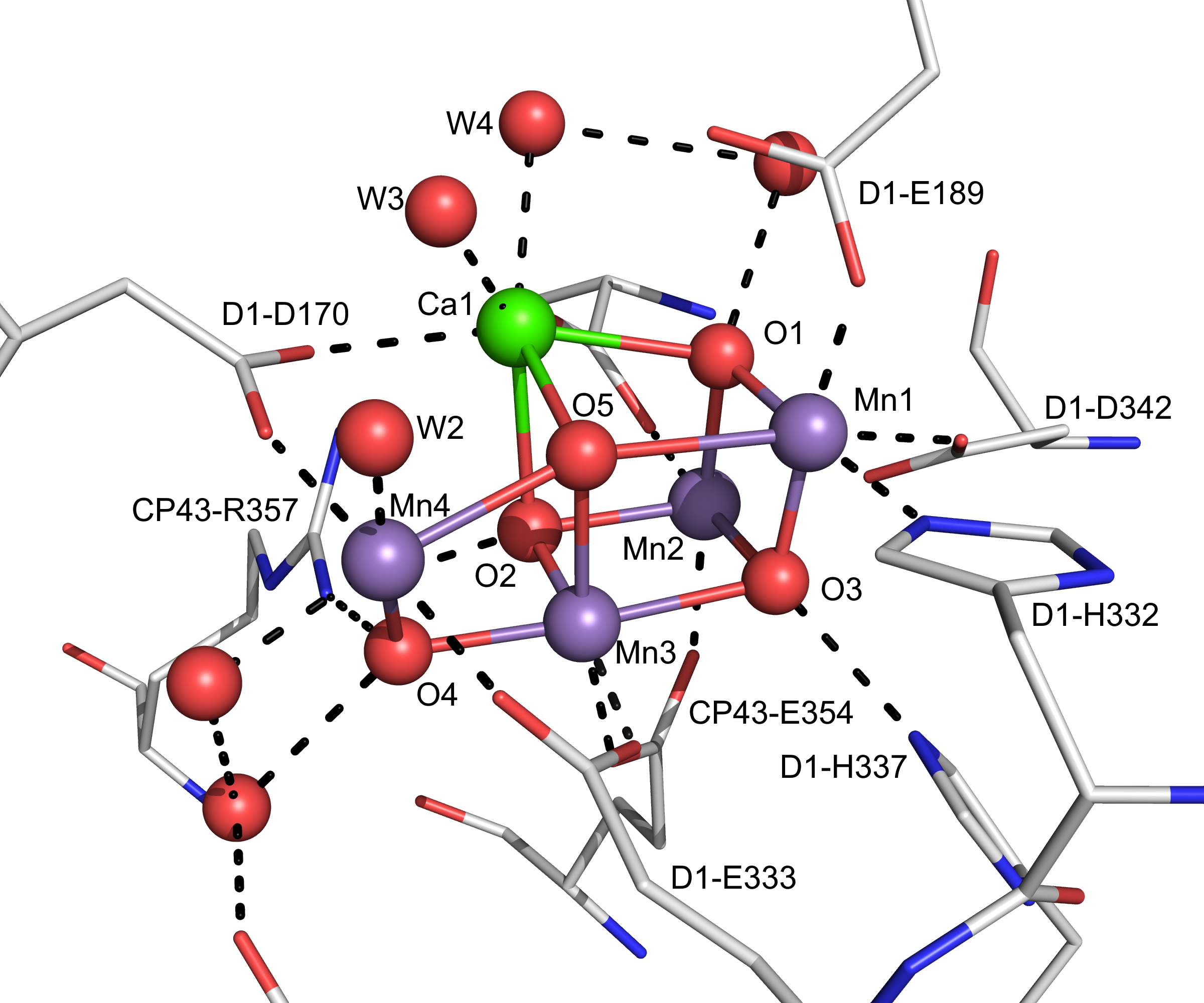
Krystalová struktura Mn_{4}O_{5}Ca jádra komplexů uvolňujících kyslík ve fotosystému II

## Oxo zeď
Jako „oxo zeď“ se označuje teorie používaná k vysvětlení nepřítomnosti oktaedrických symetrií u kovových center komplexů s koncovými oxo ligandy a s více než 5 d elektrony.
Oxosloučeniny ve skupinách vanadu až železa (skupinách 3–8) jsou početné, zatímco koncové oxosloučeniny kovů skupin kobaltu až zinku (9–12) jsou vzácné; podobně je tomu i u jiných sloučenin s násobnými vazbami kov–ligand. Oznámené výjimky z tohoto pravidla byly vyvráceny.
Komplex iridia Ir(O)(mesityl)3 může vypadat jako výjimka z oxo zdi, kterou ovšem není, protože komplex není oktaedrický.
Trigonální symetrie způsobuje přeuspořádání d orbitalů kovů pod degenerované π* molekulové orbitaly. U komplexů se třemi osami symetrie mohou existovat vícenásobné vazby obsahující až 7 d elektronů.